# Naranga aerata
Naranga aerata là một loài bướm đêm trong họ Noctuidae.